# Gestione
La gestione (o in inglese anche management science) è lo studio interdisciplinare che applica tecniche di problem solving e decision making alle organizzazioni umane. Nel 1967 venne presentata da Stafford Beer come "l'utilizzo della ricerca operativa nell'impresa".

## Storia
Il campo della gestione trae origine dalla ricerca operativa, le cui tecniche vennero sfruttate dagli Alleati durante la seconda guerra mondiale, dai quali vennero reclutati scienziati esperti di varie discipline che fossero in grado di sfruttare semplici modelli matematici per rendere più efficiente l'utilizzo di tecnologie e risorse in ambito militare. Se inizialmente le tecniche di gestione erano usate principalmente per risolvere problemi che potessero essere definiti tramite modelli lineari, in seguito, anche grazie al progresso tecnologico, divennero in grado di modellare e risolvere problemi sempre più complessi.

## Ambiti e campi d'interesse
Questa disciplina è legata un vasto numero di aree di studio, in primis la ricerca operativa, oltre alla teoria delle decisioni, la teoria del controllo e la teoria della complessità.
La ricerca in questo campo può essere condotta su più livelli:
- Il livello matematico, costituito essenzialmente da teoria della probabilità, ottimizzazione e analisi dei sistemi dinamici. Questo livello pone le fondamenta su cui basare il resto della ricerca.
- Il livello di modellazione, che ha come obiettivo la creazione e analisi di modelli matematici, sfruttando anche tecniche di statistica ed econometria.
- Il livello di applicazione, in cui si cerca di applicare le conoscenze acquisite per ottenere un impatto pratico nel mondo reale.

## Applicazioni
La scienza della gestione ha applicazioni in vari ambiti, fra cui quello militare, di governo, organizzazione aziendale e processi di produzione, metodi di pianificazione, elaborazione delle informazioni, logistica, sistemi di trasporto e distribuzione, gestione delle risorse umane, finanziarie e materiali.